# Prawo celne
Prawo celne – dziedzina prawa regulująca zasady i tryb przywozu towarów na dany obszar celny oraz wywozu towarów z obszaru celnego oraz związane z tym prawa i obowiązki osób oraz uprawnienia i obowiązki organów celnych.
Polskie prawo celne uległo bardzo znaczącym zmianom w chwili wstąpienia Polski do Unii Europejskiej 1 maja 2004 r., co związane jest z przystąpieniem Polski do Unii Celnej tworzonej przez państwa członkowskie UE. Obowiązujący do tej pory kodeks celny oraz wszystkie rozporządzenia wykonawcze wydane na jego podstawie przestały obowiązywać.
Z dniem wejścia Polski do UE zaczęło w Polsce obowiązywać prawo wspólnotowe, regulujące zagadnienia celne. Obecnie podstawowymi aktami prawnymi z zakresu prawa celnego są unijny kodeks celny oraz jego przepisy wykonawcze. Oba akty mają rangę rozporządzeń wspólnotowych.
Na poziomie krajowym przepisy wspólnotowe uzupełniane są przez regulacje zawarte w ustawie z 19 marca 2004 r. Prawo celne.